# Vakatseite

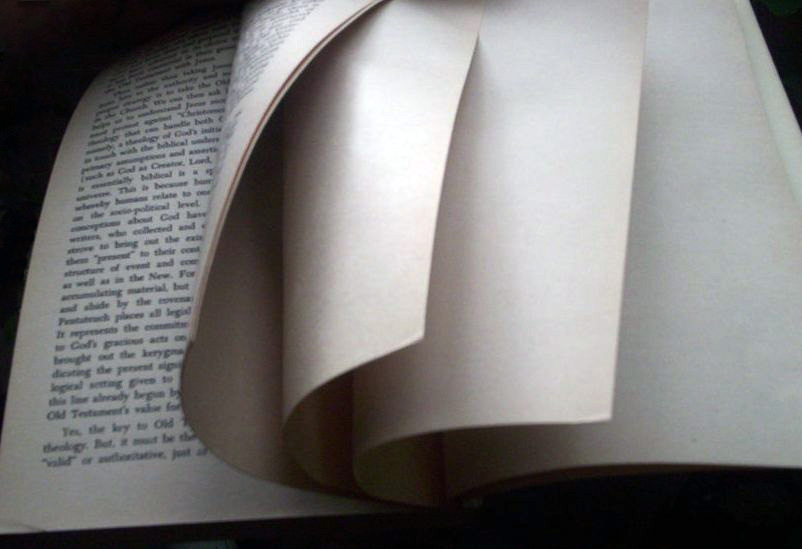
Absichtliche Leerseiten am Ende eines Buches

Eine Vakatseite (lateinisch vacare „leer sein“) oder absichtliche Leerseite ist eine Seite ohne Inhalt. Vakatseiten dienen als Platzhalter, zum Raumfüllen oder zur zufriedenstellenden Trennung. Oft sind es die Seiten eines Buches, die vom Buchbinder zwar in der Paginierung (Seitenzählung) mitgerechnet werden, jedoch nicht bedruckt sind. Das bedeutet auch, dass auf diesen Seiten keine Seitenzahlen aufgedruckt sind. In bestimmten Druckwerken tragen diese Seiten eine Nachricht wie „Diese Seite wurde absichtlich leer gelassen“ (engl. „This page intentionally left blank.“) oder „Raum für Notizen“, beispielsweise in Handbüchern und Prüfungspapieren, in denen der Leser ansonsten vermuten könnte, dass die Leerseiten durch einen Druckfehler hervorgerufen wurden und wo fehlende Inhalte ernsthafte Konsequenzen haben können.

## Einsatzgebiet von Vakatseiten

### Printmedien
Leerseiten sind oft das Resultat der Drucktechnik. Buchseiten werden im Regelfall auf Bögen oder Halbbögen gedruckt, die schließlich 4, 8, 16 oder 32 Seiten ergeben (Signatur). Der Bogen wird anschließend gefalzt, in der korrekten Reihenfolge gebunden und mechanisch geschnitten. Auf diese Weise gedruckte Bücher haben immer ein Vielfaches der Anzahl der Blätter, auf die sie gedruckt wurden, also ein Vielfaches von 4, 8, 16 oder 32. Infolgedessen haben solche Bücher häufig einige Leerseiten, insbesondere wenn auf die Buchgestaltung nicht besonders viel Wert gelegt wird. Zu Bleisatzzeiten wurden die Schriftgröße, der Durchschuss sowie die Zeilenbreite vorher exakt errechnet, um eine bestimmte Anzahl von Seiten nicht zu überschreiten und auf möglichst volle Bögen zu kommen. Schließlich bedeutete eine Änderung der Schriftgröße oder -art einen sehr kostspieligen Neusatz. Leerseiten entstanden dann meist durch umfangreiche Autorkorrekturen (Textstreichungen oder -hinzufügungen).
Wenn die Dokumentprozessoren eines Druckers so entworfen worden sind, dass sie vollständig leere Seiten überspringen, können Nachrichten auf absichtlichen Leerseiten nötig sein, um eine falsche Seitennummerierung zu verhindern.
Absichtliche Leerseiten kommen auch oft in technischen Handbüchern, Verzeichnissen und anderen Massendruckmedien vor. So werden Handbücher oft von automatischen Programmen erzeugt, die auch für eine Vielzahl ähnlicher Produkte Handbücher erzeugen. Es werden dann produktspezifische Seiten eingefügt, während ein großer Teil gleich bleibt. Bei dieser Automatisierung der Handbucherstellung werden dann absichtlich Leerseiten eingefügt, um keine speziellen Änderungen vornehmen zu müssen.
In digitalen Dokumenten werden ebenfalls Seiten absichtlich freigelassen, damit das Dokument in doppelseitigem Format richtig gedruckt werden kann. So läuft der Abschnitt nicht auf der Rückseite weiter.
Absichtliche Leerseiten werden auch in den Dokumenten benutzt, die in Ringmappen verteilt werden. Die Absicht dabei ist es, Raum für spätere Ergänzungen zu lassen, ohne die Seitennummerierung des Dokumentes zu brechen. So wird ermöglicht, Erweiterungen und Erneuerungen leicht und kostengünstig einzubringen, weil das Dokument nicht neu gedruckt zu werden braucht. Somit werden die Druckkosten deutlich verringert.
Der einzige Nachteil ist der erhöhte Zeitaufwand, der vom Leser eingebracht werden muss, um aktualisierte Seiten an die korrekten Positionen im Dokument manuell einzusetzen.
In militärischen und geheimen Dokumenten werden absichtlich keine Leerseiten eingefügt, um sicherzustellen, dass nicht eine Seite gestohlen und durch eine Leerseite ersetzt wurde.

### Musikalien
Bis in die neunziger Jahre des 20. Jahrhunderts hinein war es die Grundregel des Notensatzes, dass der Notentext die Seiten vollständig auszufüllen habe und dass innerhalb des gesamten Notentextes einer Musikalie keine Vakatseite auftreten dürfe. In jedem Fall ging die perfekte graphische Gestaltung der Praktikabilität vor. Die Folge waren häufig ungünstige Blätterstellen: Das Spielen jedes Musikinstrumentes setzt den Einsatz beider Hände voraus; ein Umblättern ist nur während einer Pause oder zwischen einzelnen Sätzen möglich. Um Blätterstellen günstig zu legen, wären oft Kompromisse der Seitenaufteilung notwendig gewesen.
Die Entwicklung von Notationssoftware seit den neunziger Jahren ermöglichte die Gründung einer Vielzahl von kleinen, aus der Praxis herkommenden Musikverlagen, die nicht an die Grundsätze der großen Verlagshäuser gebunden sind. Seitdem setzte sich zunehmend der Einsatz von Vakatseiten auch im Notendruck durch, in der Folge auch bei den etablierten Musikverlagen. Regelmäßig werden die freibleibenden Seiten mit einem Hinweis versehen („Leerseite, um günstige Blätterstellen zu ermöglichen“), da vorher leere Seiten der unfehlbare Hinweis auf ein Druckversehen gewesen waren.

### Internet
Da die technischen Möglichkeiten für die Erzeugung von Printmedien in den letzten Jahren immer ausgereifter wurden, schwindet auch die Anzahl der Druckerzeugnisse mit Vakatseiten. Um die Tradition der Vakatseiten hat sich daher mittlerweile über das Internet – ein Medium, das normalerweise nicht an Druckseiten gebunden ist – der Running Gag etabliert, auch auf seiner eigenen Webseite Unterseiten absichtlich freizulassen.